# Amytornis striatus
Amytornis striatus là một loài chim trong họ Maluridae.